# Елисеев, Григорий Семёнович
Григорий Семёнович Елисеев (1918—2000) — полковник Советской Армии, участник Великой Отечественной войны, Герой Советского Союза (1944).

## Биография
Григорий Елисеев родился 14 октября 1918 года в селе Парная (ныне — Шарыповский район Красноярского края). После окончания неполной средней школы работал в колхозе, на руднике. В 1940 году Елисеев был призван на службу в Рабоче-крестьянскую Красную Армию. В 1941 году он окончил Сталинградское военно-политическое училище. С мая 1942 года — на фронтах Великой Отечественной войны. Принимал участие в боях на Юго-Западном, Сталинградском и 3-м Украинском фронтах. К осени 1943 года гвардии капитан Григорий Елисеев был заместителем командира по политической части 3-го стрелкового батальона 178-го гвардейского стрелкового полка 60-й гвардейской стрелковой дивизии 12-й армии 3-го Украинского фронта.
Ещё на подступах к Днепру Елисеев был ранен, но остался в строю. В ночь с 25 на 26 октября 1943 года он переправился через Днепр. Приблизительно в двадцати метрах от западного берега снарядом его лодка была разбита, но Елисеев сумел добраться до берега, где заменил собой погибшего командира батальона. В бою он уничтожил вражескую огневую точку, облегчив форсирование реки остальным бойцам. В первый день противник предпринял 12 атак, но все они были успешно отбиты. На следующий день немецкие войска вновь предприняли ряд атак. В критический момент боя Елисеев поднял своих бойцов в контратаку. В боях на плацдарме Елисеев был ранен и тяжело контужен, но держался до подхода основных сил.
Указом Президиума Верховного Совета СССР от 19 марта 1944 года за «мужество и героизм, проявленные при форсировании Днепра и удержании плацдарма на его правом берегу» гвардии капитан Григорий Елисеев был удостоен высокого звания Героя Советского Союза с вручением ордена Ленина и медали «Золотая Звезда» за номером 5117.
После окончания войны Елисеев продолжил службу в Советской Армии. В 1955 году он окончил Военно-политическую академию. В 1962—1966 годах служил военным комиссаром Полтавы. В 1966 году в звании полковника Елисеев был уволен в запас. Проживал в Полтаве, находился на хозяйственной работе. С 1970 года — на пенсии.
Умер 23 июня 2000 года, похоронен на Центральном кладбище Полтавы.
Был также награждён орденами Отечественной войны 1-й степени и Красной Звезды, рядом медалей.